# Järpbo
Järpbo (äldre, ännu använd stavning: Hjärpbo), är en mindre by ca 5 kilometer utanför Borlänge, Dalarna. Hjärpbo tillhör Stora Tuna socken. Byn angränsar till Rågåker, Lindan och Sörbo. Hjärpbo diversehandel hette den lanthandel som fanns i byn fram till 1968, då den lades ner. Karl Jonsson hette den siste i raden av ägare som butiken hade haft sedan den startade runt 1910, exakt årtal finns ej. Ån Noran flyter genom Hjärpbo.